# René Négrier de la Crochardière
Pour les articles homonymes, voir Négrier.
René-Anselme Négrier de la Crochardière, né en 1749 et mort le 17 février 1817 au Mans, est un magistrat et homme politique français, conseiller au Présidial du Mans de 1775 à 1788 et maire du Mans de 1800 à 1813.

## Biographie

### Carrière
Il achète en 1775 la charge de conseiller du roi au Présidial du Mans qu'il conserve jusqu'à la Révolution,. Il fait partie des cinq conseillers (avec François René Pierre Menard de la Groie, Hérisson de Villiers, Paul François Poisson du Breuil et René Belin des Roches) qui furent exilés en 1788, par lettres de cachet, pour avoir refusé de siéger devant le grand-bailli du Mans.
Nommé maire du Mans le 3 août 1800 il exerce cette fonction jusqu'au 1er février 1813 avec une courte interruption en 1812, il est juge au tribunal civil du Mans de 1813 à 1817.
Il préside la Société libre des arts pour le département de la Sarthe en 1811.
René Négrier de la Crochardière a laissé des notes érudites sous forme d'un manuscrit inédit en 5 tomes intitulé « Observations sur la ville du Mans et la province du Maine » rédigé à partir de 1798,,.
Au sujet d’un passage sur la famille Leprince d’Ardenay dans ses notes, Benoit Hubert écrit « sur la question des origines [Dans les mémoires de monsieur Leprince d’Ardenay] on s’aperçoit que Leprince d’Ardenay reste assez vague et passe curieusement très vite sur une page fondatrice et flatteuse de l’histoire de sa famille. Quand Négrier de la Crochardière, maire du Mans et érudit, reprend la légende évoquée précédemment, cela prouve qu’il n’en sait pas davantage. ».

### Famille
Il est le fils de René Négrier, écuyer, sieur de la Crochardière, officier-fourrier du corps de Mgr le duc d'Orléans premier prince du sang, et de dame Marie-Anne Chaston, et le petit-fils de Nicolas René Négrier, écuyer, sieur de La Crochardière officier-fourrier de S.A.R Mgr le duc d'Orléans, régent du royaume et de dame Suzanne Trouillard.
Sa famille est issue de la bourgeoisie du Mans. Son arrière grand-père, auditionné par les commissaires du roi à la suite d'une prise du qualificatif noble d'« écuyer » de sa part alors qu'il ne l'était pas, s'est défendu en disant qu'il lui fut attribué par erreur et qu'il a toujours été compris au rôle des tailles. Malgré cela son fils et petit fils continueront d'utiliser les qualificatifs d'écuyer. René-Anselme lui cessera de l'utiliser. 
Il épouse le 15 février 1775 Madeleine-Louise Pillon, fille de Louis-Claude-François Pillon de Saint-Chereau, conseiller au siège présidial du Mans et d’Éléonore-Marie-Françoise Mersent. Dont :
- René-Louis Négrier de La Crochardière (24 janvier 1776)
- Paul-Eugène Négrier de La Crochardière (10 novembre 1777)
- Madeleine Négrier de La Crochardière (25 juin 1784)

## Armes
La famille Négrier de La Crochardière a pour armes « d'or à trois têtes de Maure de sable tortillées d'argent, 2 et 1. »